# Série mondiale 1977

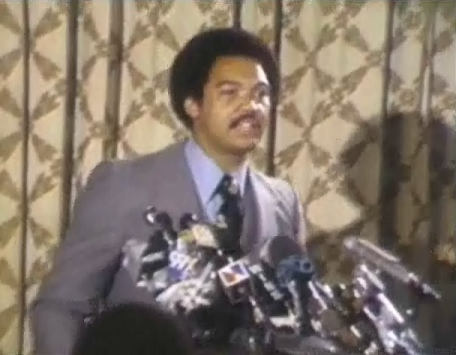
Reggie Jackson, le joueur par excellence de la Série mondiale, en 1977.

La Série mondiale 1977 est la 74e série finale des Ligues majeures de baseball. Elle débute le 11 octobre 1977 et se termine le 18 octobre suivant par une victoire, quatre parties à deux, des champions de la Ligue américaine, les Yankees de New York, sur les champions de la Ligue nationale, les Dodgers de Los Angeles.
La franchise des Yankees savourait un 21e titre, le premier depuis 1962 et le premier avec George Steinbrenner comme propriétaire. Reggie Jackson, des Yankees, est nommé joueur par excellence de la Série mondiale grâce à ses 5 coups de circuit dont 3 dans le dernier match, et il hérite pour ses exploits en séries éliminatoires du surnom « Monsieur Octobre ». 
Cette finale est aussi marquante pour avoir couronné une année 1977 mouvementée pour les Yankees, marquée par le tribulations du Bronx Zoo dans lequel gravitent la vedette Jackson, le colérique gérant Billy Martin et le bouillant propriétaire Steinbrenner, ainsi que pour la ville de New York, secouée cet été-là par une panne de courant de 2 jours qui entraîne des émeutes et par la série de meurtres du « fils de Sam » David Berkowitz. Ces événements sont 30 ans après l'objet de la mini-série The Bronx Is Burning.
Yankees et Dodgers se retrouvent un an plus tard pour une Série mondiale 1978 qui se conclut sur le même résultat. Il faut attendre la Série mondiale 1981 pour voir Los Angeles prendre sa revanche sur New York.

## Équipes en présence

### Yankees de New York
Vaincus en 4 matchs consécutifs en Série mondiale 1976, les Yankees délient les cordons de la bourse dans les mois qui suivent pour assurer leur retour en finale : ils soutirent aux champions en titre le lanceur Don Gullett, devenu agent libre, quelques jours après la conquête du championnat par les Reds de Cincinnati, puis mettent sous contrat au coût de 2,96 millions de dollars pour 5 ans la vedette Reggie Jackson, gagnant de trois Séries mondiales avec les A's d'Oakland. Bucky Dent est un nouveau venu à l'arrêt-court et, en cours de saison, New York fait l'acquisition du lanceur Mike Torrez, d'Oakland. Les Yankees reviennent en finale en 1977 après une saison régulière de 162 matchs où ils ont savouré 100 victoires, une première depuis 1963, et au terme de laquelle le releveur Sparky Lyle remporte le trophée Cy Young du meilleur lanceur de la ligue. Le club le plus titré du baseball majeur enlève son 30e titre de la Ligue américaine en remportant la Série de championnat 1977 trois parties à deux sur les Royals de Kansas City.

### Dodgers de Los Angeles
En 1977, Tommy Lasorda dirige les Dodgers pour une première année complète. En quête d'un premier titre depuis 1965, les Dodgers se présentent en finale trois ans après leur échec de la Série mondiale 1974 contre Oakland. Ils terminent au premier rang de la division Ouest de la Ligue nationale avec 98 victoires contre 64 défaites et remportent la Série de championnat de la Ligue nationale trois victoires à une sur les Phillies de Philadelphie, gagnants de 101 parties dans la division Est. Les Dodgers de 1977 sont la première équipe de l'histoire à compter 4 frappeurs de 30 circuits ou plus, en Steve Garvey (33), Reggie Smith (en) (32), Ron Cey (30) et Dusty Baker (30). La moyenne de points mérités collective des lanceurs des Dodgers (3,22) est en 1977 la meilleure des majeures.

## Déroulement de la série

### Calendrier des rencontres
| Match | Date       | Visiteur               | Hôte                   | Score              |
| ----- | ---------- | ---------------------- | ---------------------- | ------------------ |
| 1     | 11 octobre | Dodgers de Los Angeles | Yankees de New York    | 3 - 4 (12 manches) |
| 2     | 12 octobre | Dodgers de Los Angeles | Yankees de New York    | 6 - 1              |
| 3     | 14 octobre | Yankees de New York    | Dodgers de Los Angeles | 5 - 3              |
| 4     | 15 octobre | Yankees de New York    | Dodgers de Los Angeles | 4 - 2              |
| 5     | 16 octobre | Yankees de New York    | Dodgers de Los Angeles | 4 - 10             |
| 6     | 18 octobre | Dodgers de Los Angeles | Yankees de New York    | 4 - 8              |

### Match 1
Mardi 11 octobre 1977 au Yankee Stadium, New York, NY.
| Dodgers de Los Angeles | 2 | 0 | 0 | 0 | 0 | 0 | 0 | 0 | 1 | 0 | 0 | 0 | 3 | 6  | 0 |
| Yankees de New York | 1 | 0 | 0 | 0 | 0 | 1 | 0 | 1 | 0 | 0 | 0 | 1 | 4 | 11 | 0 |
| Lanceurs partants : LAD : Don Sutton NYY : Don Gullett Vic. : Sparky Lyle (1-0) Déf. : Rick Rhoden (0-1) HRs: NYY : Willie Randolph (1) |   |   |   |   |   |   |   |   |   |   |   |   |   |    |   |

### Match 2
Mercredi 12 octobre 1977 au Yankee Stadium, New York, NY.
| Dodgers de Los Angeles | 2 | 1 | 2 | 0 | 0 | 0 | 0 | 0 | 1 | 6 | 9 | 0 |
| Yankees de New York | 0 | 0 | 0 | 1 | 0 | 0 | 0 | 0 | 0 | 1 | 5 | 0 |
| Lanceurs partants : LAD : Burt Hooton NYY : Catfish Hunter Vic. : Burt Hooton (1-0) Déf. : Catfish Hunter (0-1) HRs : LAD : Ron Cey (1), Steve Garvey (1), Reggie Smith (en) (1), Steve Yeager (1) |   |   |   |   |   |   |   |   |   |   |   |   |

### Match 3
Vendredi 14 octobre 1977 au Dodger Stadium, Los Angeles, Californie.
| Yankees de New York | 3 | 0 | 0 | 1 | 1 | 0 | 0 | 0 | 0 | 5 | 10 | 0 |
| Dodgers de Los Angeles | 0 | 0 | 3 | 0 | 0 | 0 | 0 | 0 | 0 | 3 | 7  | 1 |
| Lanceurs partants : NYY : Mike Torrez LAD : Tommy John Vic. : Mike Torrez (1-0) Déf. : Tommy John (0-1) HRs: LAD : Dusty Baker (1) |   |   |   |   |   |   |   |   |   |   |    |   |

### Match 4
Samedi 15 octobre 1977 au Dodger Stadium, Los Angeles, Californie.
| Yankees de New York | 0 | 3 | 0 | 0 | 0 | 1 | 0 | 0 | 0 | 4 | 7 | 0 |
| Dodgers de Los Angeles | 0 | 0 | 2 | 0 | 0 | 0 | 0 | 0 | 0 | 2 | 4 | 0 |
| Lanceurs partants : NYY : Ron Guidry LAD : Doug Rau Vic. : Ron Guidry (1-0) Déf. : Doug Rau (0-1) HRs : NYY : Reggie Jackson (1) LAD : Davey Lopes (1) |   |   |   |   |   |   |   |   |   |   |   |   |

### Match 5
Dimanche 16 octobre 1977 au Dodger Stadium, Los Angeles, Californie.
| Yankees de New York | 0 | 0 | 0 | 0 | 0 | 0 | 2 | 2 | 0 | 4  | 9  | 2 |
| Dodgers de Los Angeles | 1 | 0 | 0 | 4 | 3 | 2 | 0 | 0 | X | 10 | 13 | 0 |
| Lanceurs partants : NYY : Don Gullett LAD : Don Sutton Vic. : Don Sutton (1-0) Déf. : Don Gullett (0-1) HRs : NYY : Reggie Jackson (2), Thurman Munson (1) LAD : Reggie Smith (en) (2), Steve Yeager (2) |   |   |   |   |   |   |   |   |   |    |    |   |

### Match 6
Mardi 18 octobre 1977 au Yankee Stadium, New York, NY.
| Dodgers de Los Angeles | 2 | 0 | 1 | 0 | 0 | 0 | 0 | 0 | 1 | 4 | 9 | 0 |
| Yankees de New York | 0 | 2 | 0 | 3 | 2 | 0 | 0 | 1 | X | 8 | 8 | 1 |
| Lanceurs partants : LAD : Burt Hooton NYY : Mike Torrez Vic. : Mike Torrez (2-0) Déf. : Burt Hooton (1-1) HRs : LAD : Reggie Smith (en) (3) NYY : Chris Chambliss (1), Reggie Jackson (3, 4, 5) |   |   |   |   |   |   |   |   |   |   |   |   |